# ヨーロッパ・ウィンターリーグ
ヨーロッパ・ウィンターリーグ（英名：Europe Winter League）は、スペイン・カナリア諸島のテネリフェで行われている野球リーグである。

## 概要
ヨーロッパ・ウィンターリーグはWBSCヨーロッパが考案したリーグであり、ヨーロッパの野球リーグでプレーをする若手の選手の技術向上を目指して2021年に始まった。17歳から23歳までの選手が対象。

## 構成球団
ヨーロッパ各国から参加する選手が「レッドブルズ」、「ゴールデンスターズ」、「ブルーライオンズ」の3チームに分かれて練習と試合を行う。
2022年は10ヶ国から54選手が参加して7試合を行った。
2023年は13ヶ国から52選手が参加して7試合を行った。